# Eve Lucas
Eve J. Lucas (1973) es una botánica inglesa.
Es investigadora en Real Jardín Botánico de Kew, Richmond, RU, y se especializa en flora neotropical.

## Algunas publicaciones
- Mazine, F. F., Souza, V. C., Sobral, M., Forest, F. & Lucas, E. 2014. A preliminary phylogenetic analysis of Eugenia (Myrtaceae: Myrteae), with a focus on Neotropical species. Kew Bull. 69: 94-97 resumen en línea

- Lucas, E. J., Matsumoto, K., Harris, S. J., Nic Lughadha, E. M., Bernardini, B., & Chase, M.W. 2011. Phylogenetics, Morphology, and evolution of the large genus Myrcia s.l. (Myrtaceae). Internat. J. Plant Sci. 172 (7): 915 resumen en línea

- Biffin, E., E.J. Lucas, Lyn A. Craven, Itayguara Ribeiro da Costa, Mark G. Harrington, Michael D. Crisp. 2010. Evolution of exceptional species richness among lineages of fleshy-fruited Myrtaceae. Ann. Bot. 106 (1): 79-93 doi: 10.1093/aob/mcq088

- Lucas E.J., Harris S.A., Mazine F.F., et al. 2007. Suprageneric phylogenetics of Myrteae, the generically richest tribe in Myrtaceae (Myrtales). Taxon 56: 1105-1128

- Zappi, D.C., Lucas, E., Stannard, B.L., Nic Lughadha, E., Pirani, J.R., Queiroz, L.P., de, Atkins, S., Hind, D.J.N., Giulietti, A.M., Harley, R.M. & Carvalho, A.M., de. 2003. Lista das plantas vasculares de Catolés, Chapada Diamantina, Bahia , Brasil. Boletim de Botânica da Univ. de São Paulo 21(2): 345-398

- 2003. Distribution of Myrtaceae in the Guianas; present knowledge and directions for future studies. Flora of the Guianas Newsletter 14: 93-100

- 2002. Plant portraits: 438. Pachyphytum coeruleum . Crassulaceae. Curtis's Bot. Magazine 19(2): 78-82

- Zappi, D.C. & Lucas, E. 2002. Sauvagesia nitida Zappi & E. Lucas (Ochnaceae): a new species from Catoles, Bahia , NE Brazil, and notes on Sauvagesia in Bahia and Minas Gerais. Kew Bull. 57 (3): 711-717

- Zappi, D.C., Lucas, E., Stannard, B.L., Nic Lughadha, E., Pirani, J.R., Quieroz, L.P., Atkins, S., Hind, N., Giulietti, A.M., Harley, R.M., Mayo, S.J. & Carvalho, A.M. 2002. Biodiversidade e conservação na Chapada Diamantina , Bahia : Catolés, um estudo de caso. In Araújo, E.L., Moura, A.N., Sampaio, E.V.S.B., Gestinari, L.M.S. & Carneiro, J.M.T. (eds.) Biodiversidade conservacação e uso sustentável da flora do Brasil. Recife : Univ. Fed. Rural de Pernambuco & Sociedade Botânica do Brasil. 87-89  (enlace roto disponible en Internet Archive; véase el historial, la primera versión y la última).

- Zappi, D.C. & Lucas, E. 2001. Rudgea crassifolia (Rubiaceae) - a new species from the coast of Eastern Brazil. Kew Bull. 56(3): 745-749

## Honores
- del Comité Editorial de Flora of the Guianas[1]
- La abreviatura «E.Lucas» se emplea para indicar a Eve Lucas como autoridad en la descripción y clasificación científica de los vegetales.[2]